# کاروانسرای امین‌آباد
کاروانسرای امین آباد تنها کاروانسرای هشت ضلعی استان اصفهان مربوط به دوره صفوی است و در جنوب استان اصفهان، و در۴۱ کیلومتری بزرگراه شهرضا به شیراز و در شهرستان شهرضا واقع شده که بعد از مرمت و بازسازی به مکانی تفریحی گردشگری (هتل، رستوران، کافی شاپ، قهوه‌خانه سنتی و … تبدیل شد. و این اثر در تاریخ ۱ دی ۱۳۴۸ با شماره ثبت ۸۸۴ به‌عنوان یکی از آثار ملی ایران به ثبت رسیده‌است.

## ثبت در فهرست میراث جهانی
در ۲۶ شهریور ۱۴۰۲ در جریان چهل و پنجمین اجلاس کمیته میراث جهانی یونسکو در ریاض، کاروانسرای امین‌آباد به‌همراه ۵۳ کاروانسرای تاریخی دیگر (جمعاً ۵۴ کاروانسرا در ۲۴ استان ایران) تحت عنوان کاروانسراهای ایرانی در فهرست میراث جهانی قرار گرفتند. این مجموعه جهانی به عنوان بیستمین و هفتمین اثر جهانی کشور ایران شناخته می‌شود.

## نگارخانه

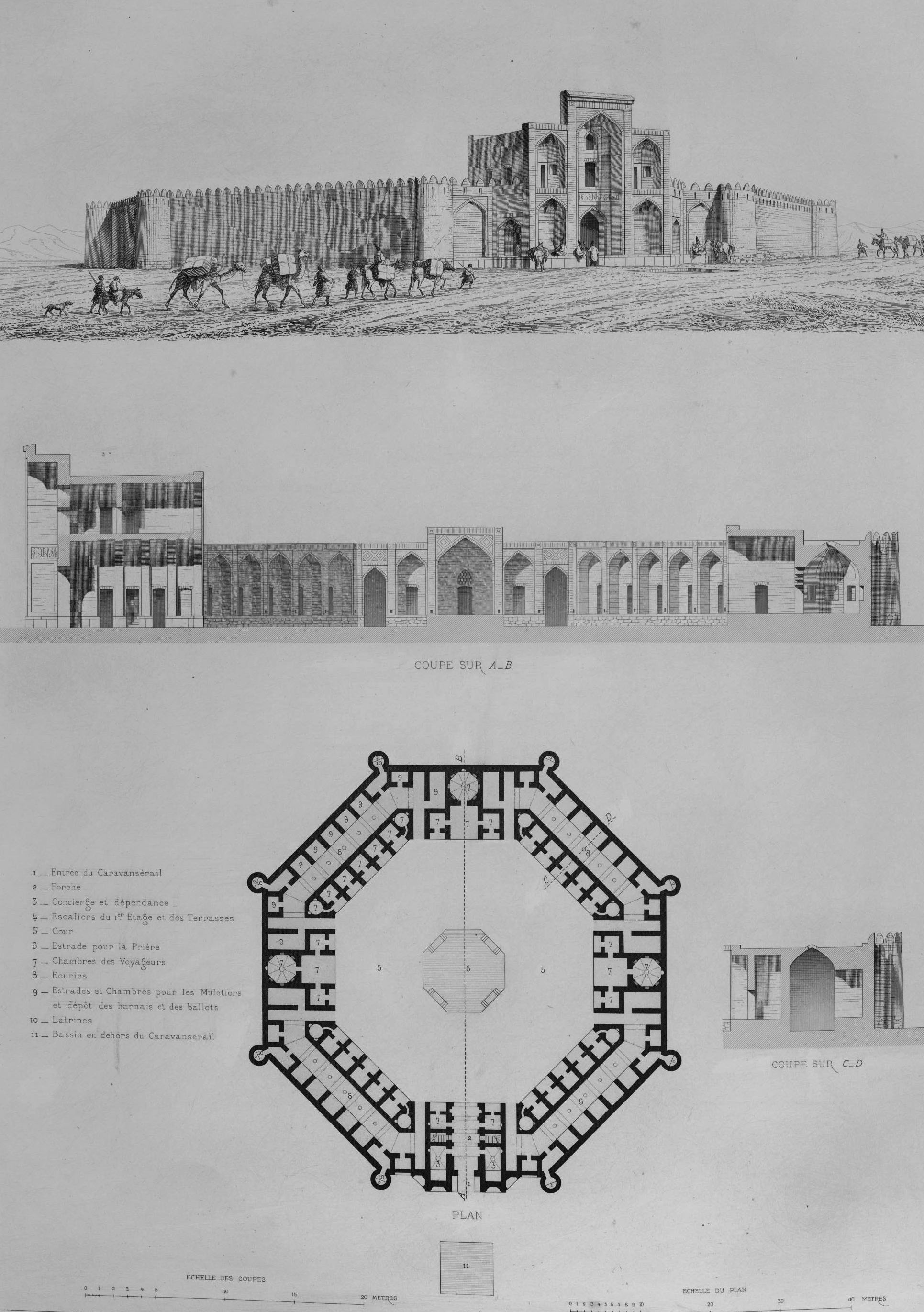
نقشه و نمایی از بنا در اوایل دوران قاجار
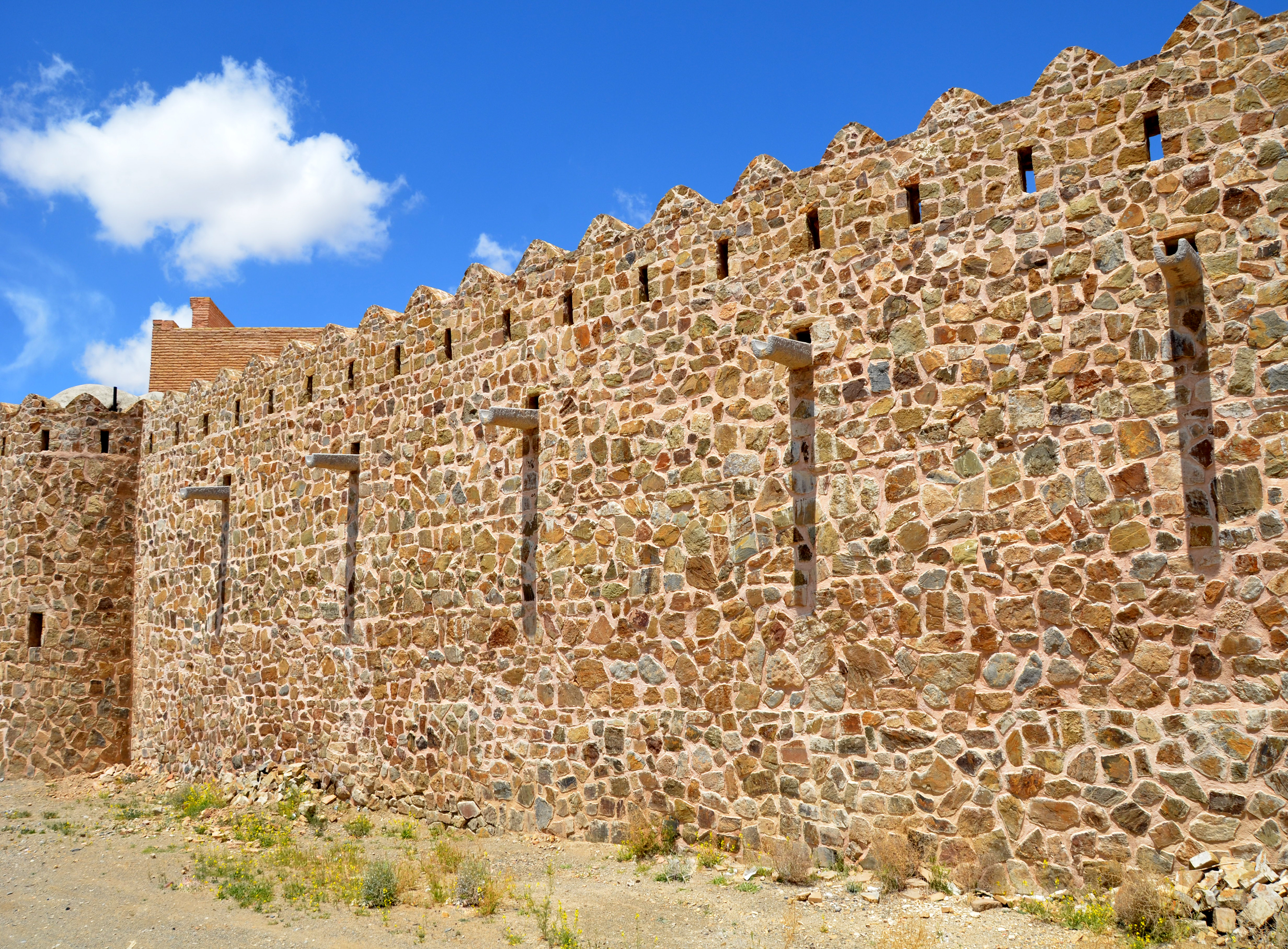
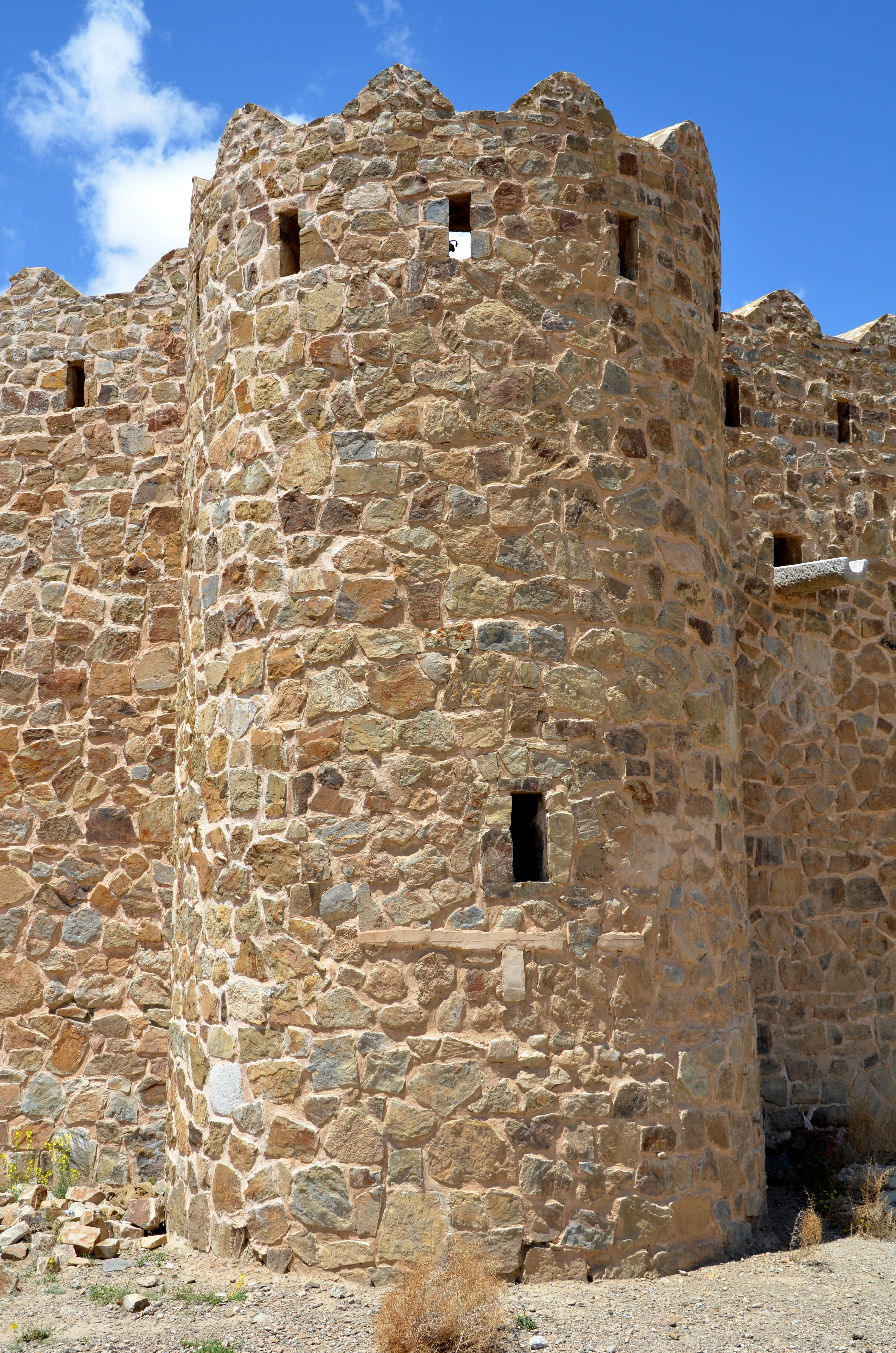
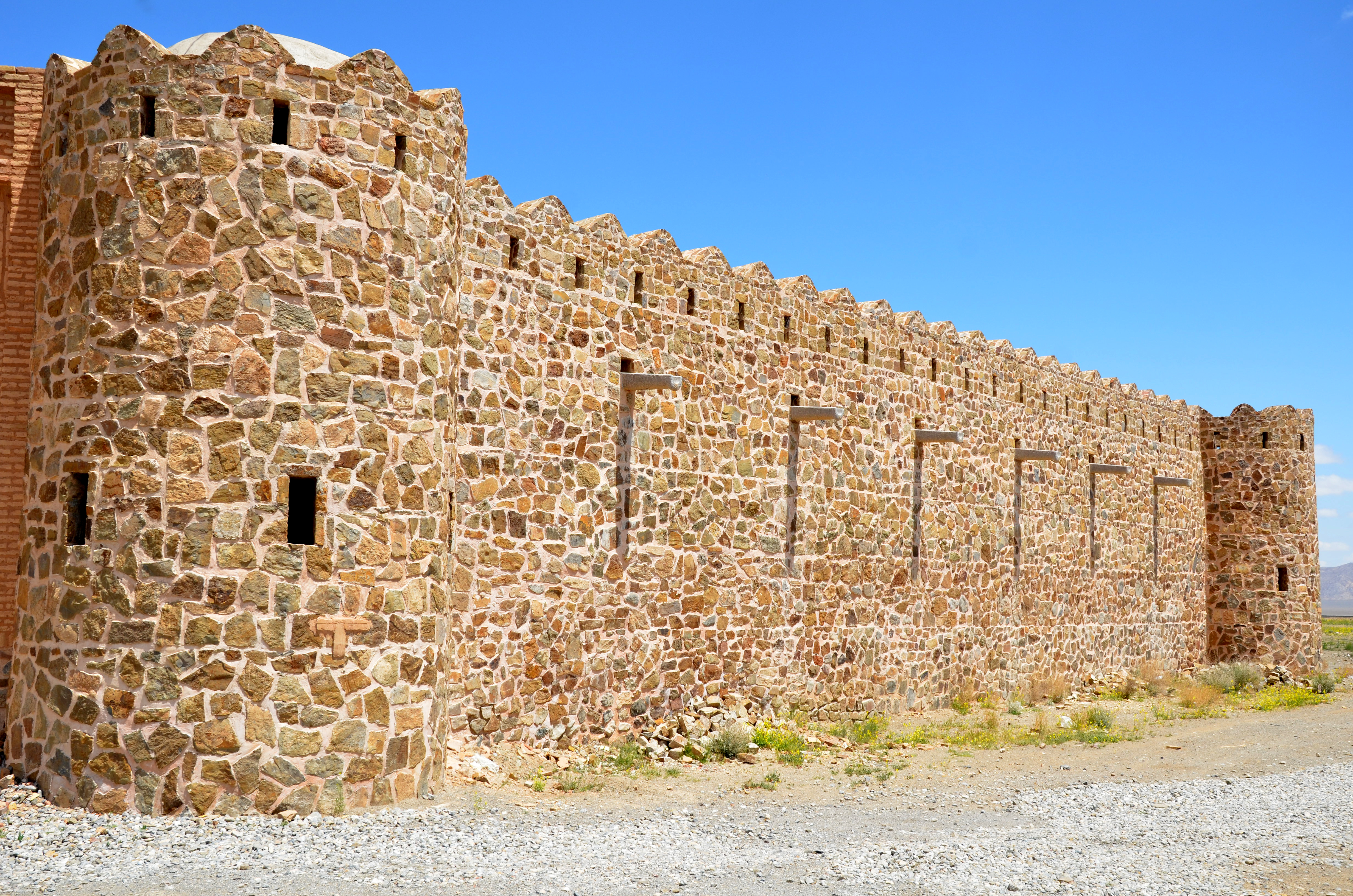
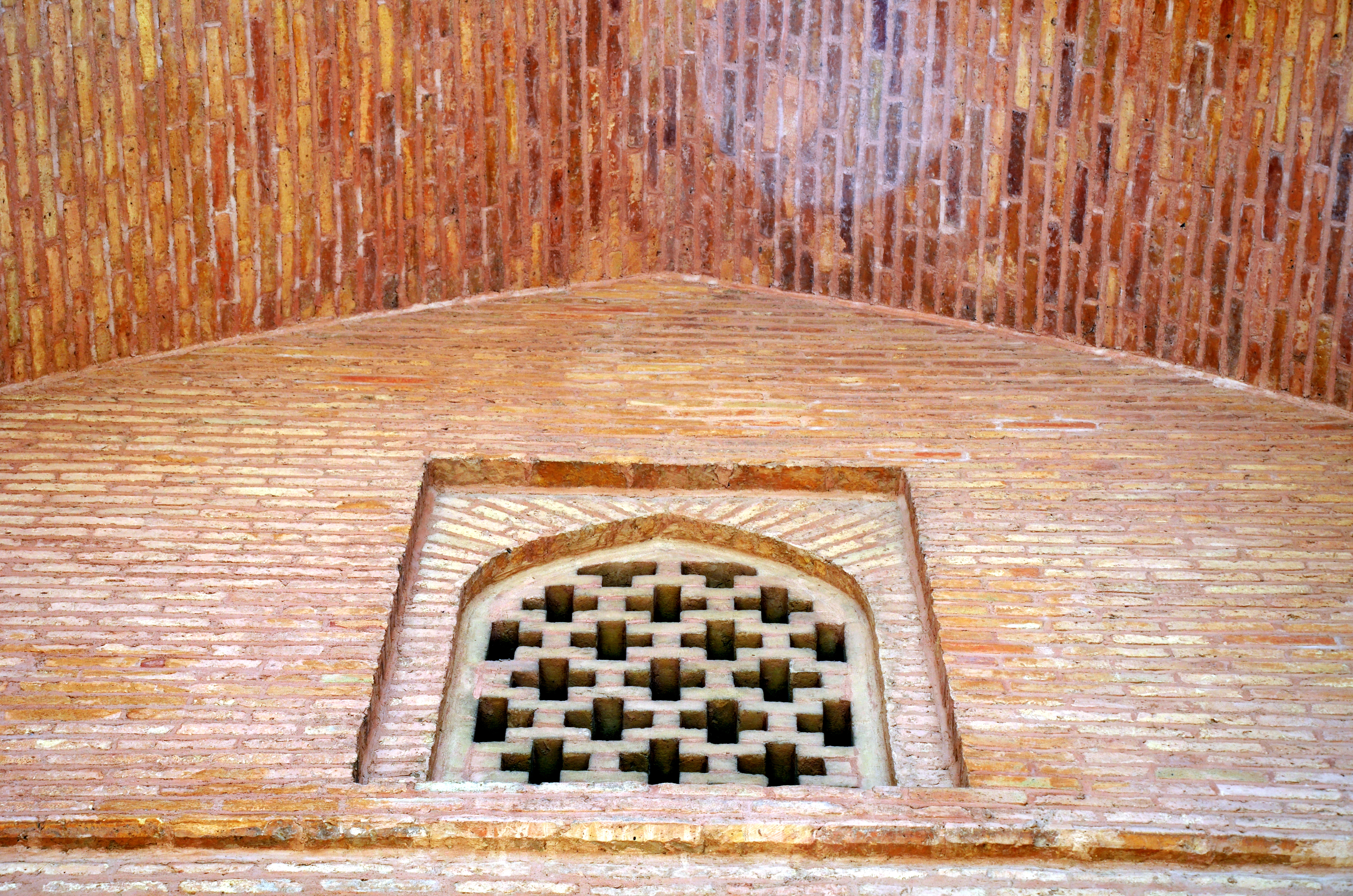
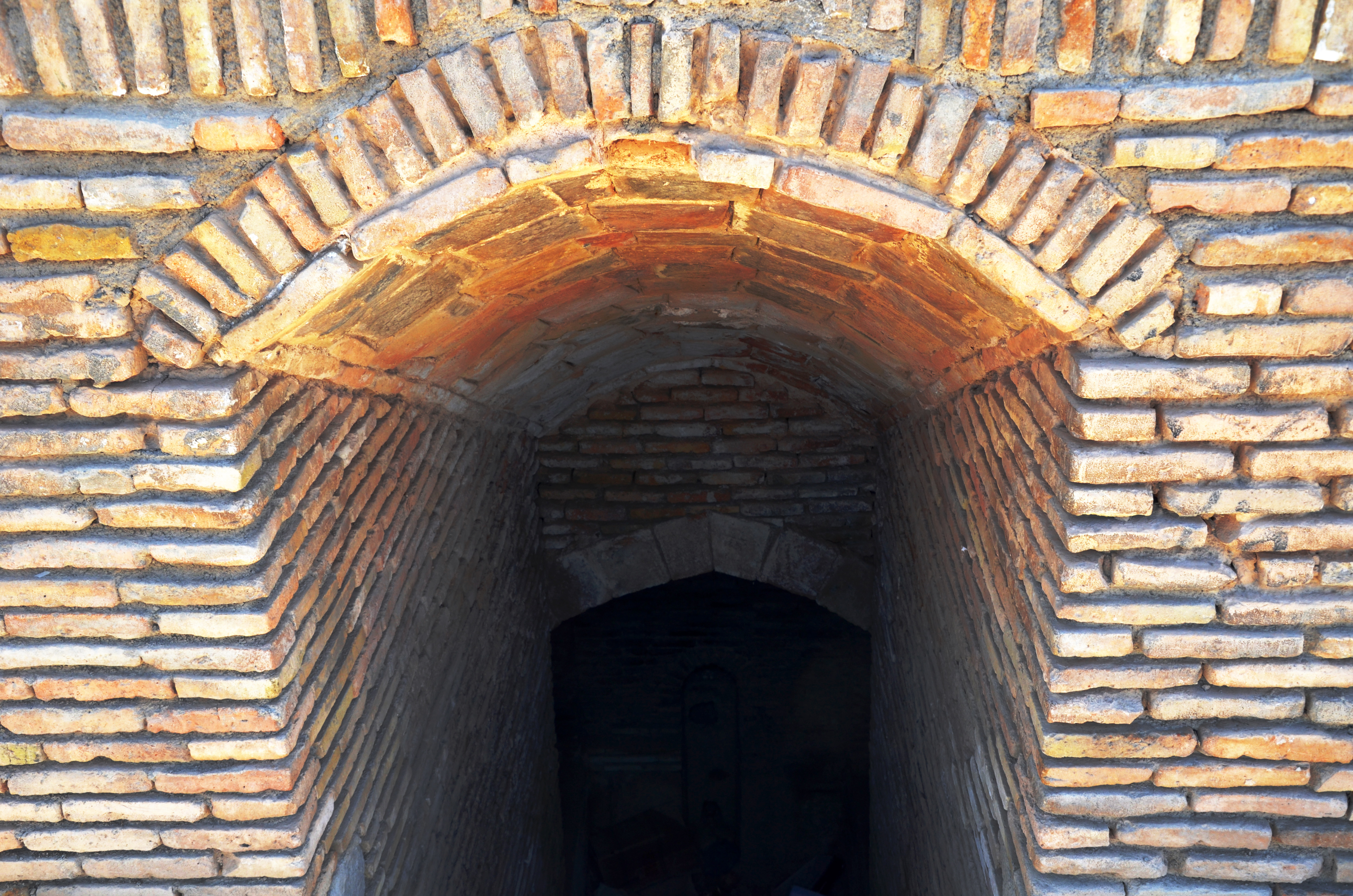